# 佐瀬与次右衛門
佐瀬 与次右衛門（させ よじえもん、寛永7年（1630年） - 正徳元年6月11日（1711年7月26日））は、江戸時代前期から中期にかけての農業指導者、篤農家。名は末盛。通称は幼名吉十郎、のち仙右衛門、晩年は与次右衛門。

## 経歴・人物
陸奥国会津郡幕内村の肝煎佐瀬家の長男として生まれる。会津各地を巡り農業技術の改良や農業経営の指導に努め、貞享元年（1684年）に『会津農書』、他に幕内村の地誌である『会津幕内誌』や『会津農書附録』などの農書を著した。『会津農書』は元禄2年（1689年）に藩から褒賞を受けた。のち『会津農書』を農民にも容易に理解できるよう和歌にした『会津歌農書』を宝永元年（1704年）に著した。